# What Do You Want from Me
What Do You Want from Me è un brano musicale del gruppo musicale britannico Pink Floyd, contenuto nell'album del 1994 The Division Bell.

## Descrizione
La canzone venne composta da Richard Wright, David Gilmour e dalla futura moglie di Gilmour, Polly Samson. Dal lato musicale, Gilmour fu d'accordo con un intervistatore che aveva definito il brano «una canzone in stile Chicago Blues», dichiarandosi inoltre tuttora un grande fan del blues.
In un'altra intervista, a David Gilmour venne chiesto se la canzone parlasse di temi quali l'alienazione e il rapporto con i fan. Egli rispose svelando che il testo della canzone aveva maggiormente a che fare con le relazioni personali, essendo scaturito da una lite avuta con l'allora fidanzata Polly Samson, con la possibilità, comunque, di altre interpretazioni su più larga scala.

## Formazione
Gruppo
- David Gilmour — chitarra, voce solista
- Richard Wright — organo Hammond, sintetizzatori, cori
- Nick Mason — batteria

Altri musicisti
- Jon Carin — tastiera aggiuntiva
- Guy Pratt - basso
- Sam Brown, Durga McBroom e Carol Kenyon - cori